# Haven- en industrieterrein (Nijmegen)
Het Haven- en industrieterrein is een wijk in Nijmegen. De wijk ligt zowel aan de Waal als het Maas-Waalkanaal in het stadsdeel Nieuw-West. Op 1 januari 2023 telde de wijk 680 inwoners, verdeeld over 284 woningen, met een gemiddelde WOZ-waarde van € 521.000, op een oppervlakte van 3,15 km².
De wijk bestaat voor een groot gedeelte (130ha) uit de industrieterreinen Noord- en Oostkanaalhaven. De stamlijn Nijmegen liep naar dit terrein. De eerste bedrijfsterreinen werden uitgegeven in de periode 1906-1913. 
In het kader van het stadsvernieuwingsproject Koerswest worden ook de havengebieden vernieuwd. Ook het tracé van de Energieweg naar de De Oversteek over de Waal doorsnijdt het gebied.

## Energieweg
De Energieweg is deels in de jaren 50 en 60 van de 20e eeuw aangelegd. De volledige weg heeft 2x2 rijstroken. In 2012 is de weg grondig gereconstrueerd en zijn vrijwel alle kruisingen vervangen door turborotondes. De T-splitsing met de Wolfskuilseweg is daarbij gehalveerd, waardoor een deel van het verkeer om moet rijden via de rotonde bij de Ambachtsweg of via het Industrieplein. Daarnaast is de hele route voorzien van vrijliggende fietspaden en een parallelweg. In 2013 opende De Oversteek waarna de A73 via de Energieweg werd aangesloten op de N325.

## Batavia
Tussen 2015 en 2018 werd de buurt Batavia gebouwd op een voormalig industriegebied en ligt voor een deel in de wijk Biezen. De buurt ligt ten oosten van de Stadsbrug De Oversteek. 

## Afbeeldingen

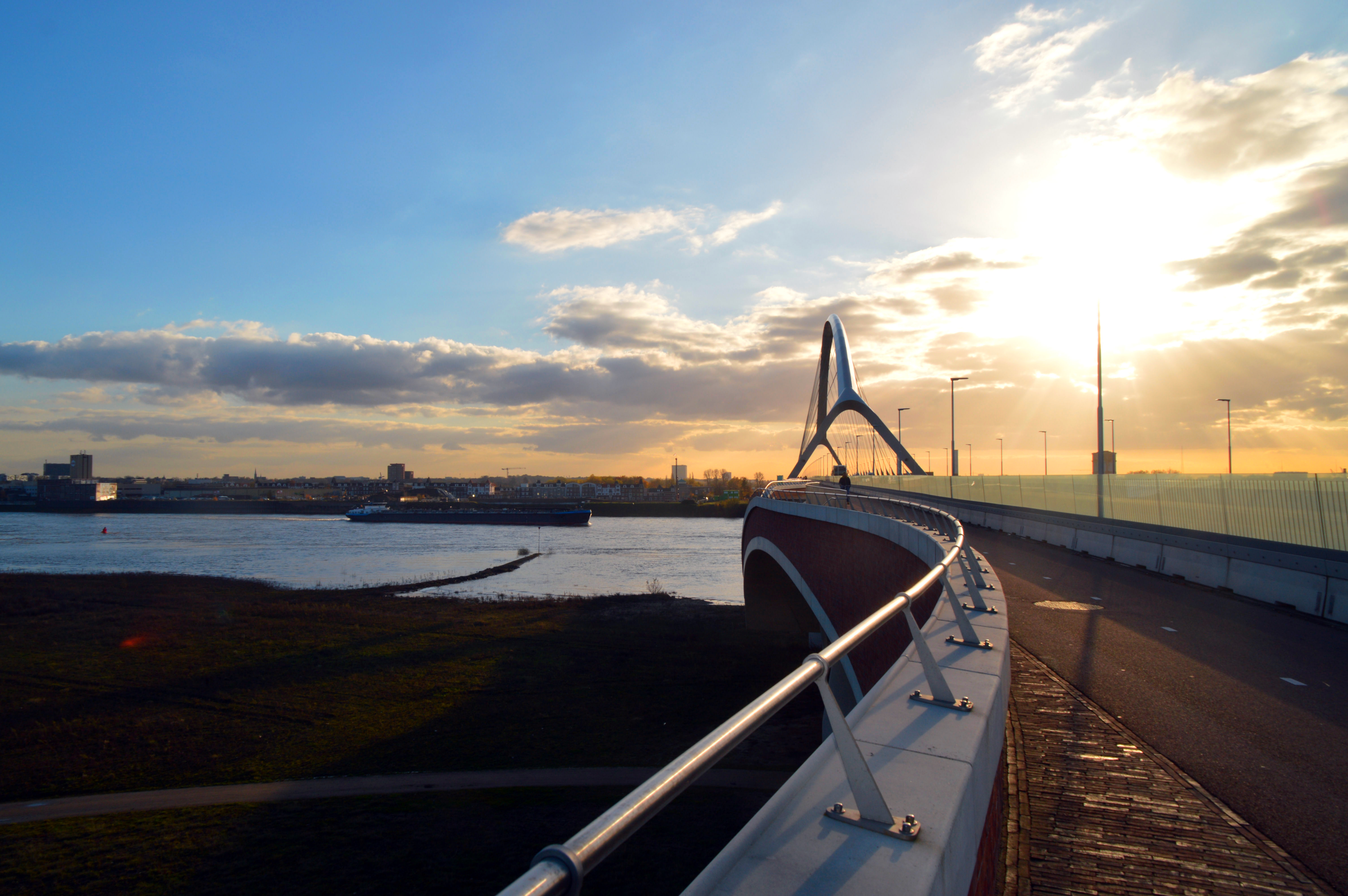
De wijk Batavia tussen het Honigcomplex en stadsbrug de Oversteek
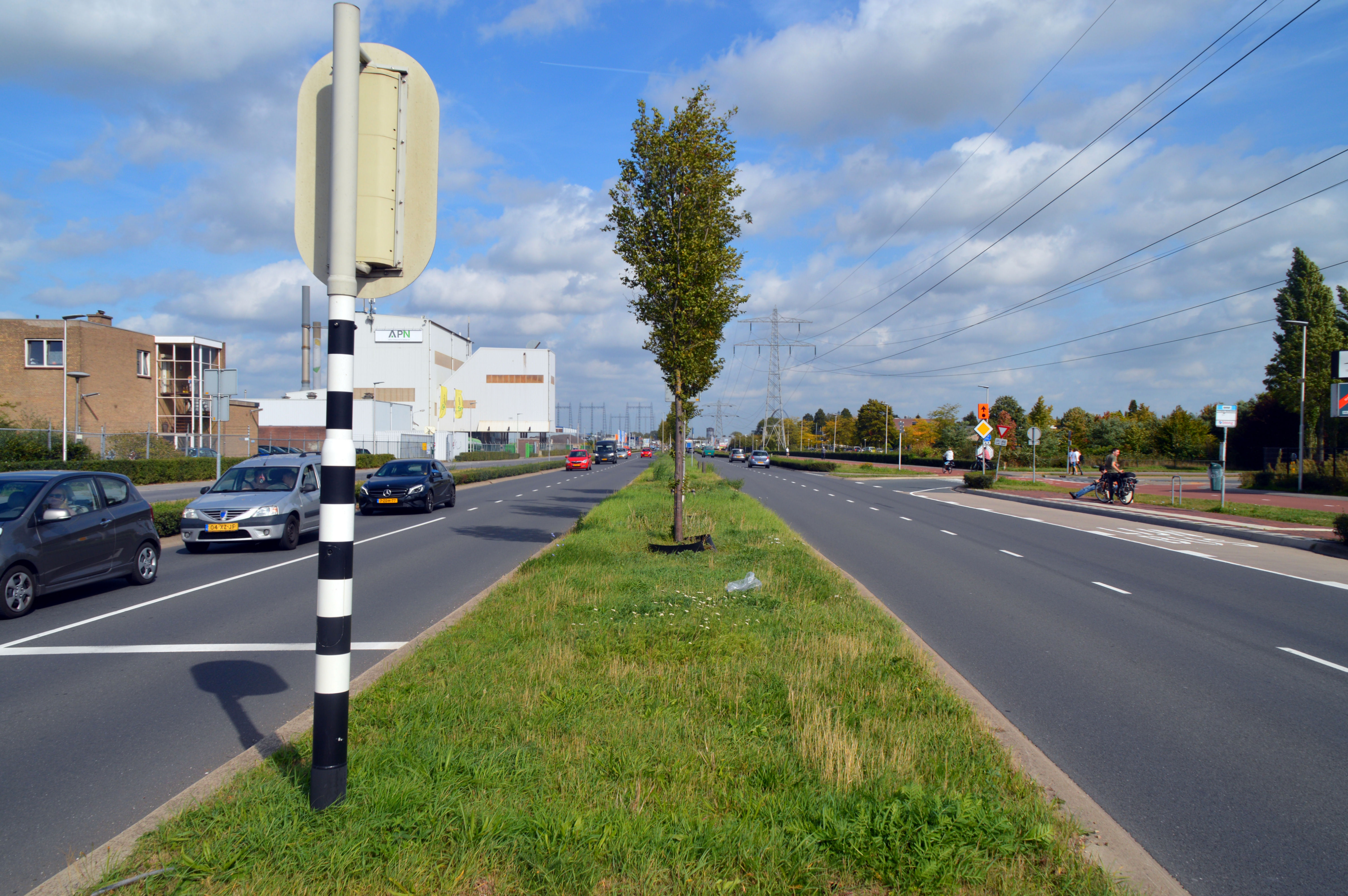
Energieweg
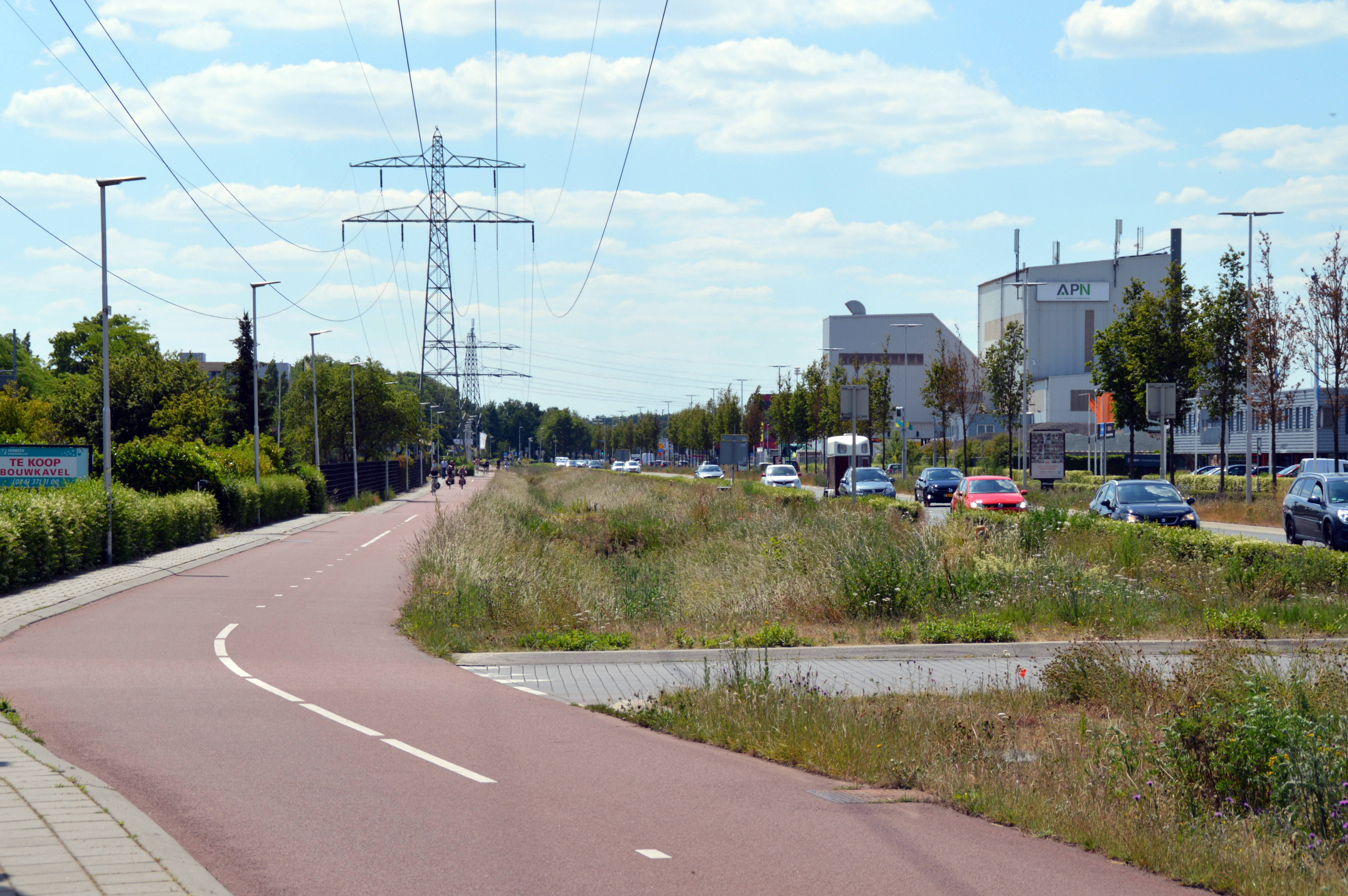
Energieweg naar het zuiden gezien. Richting A73
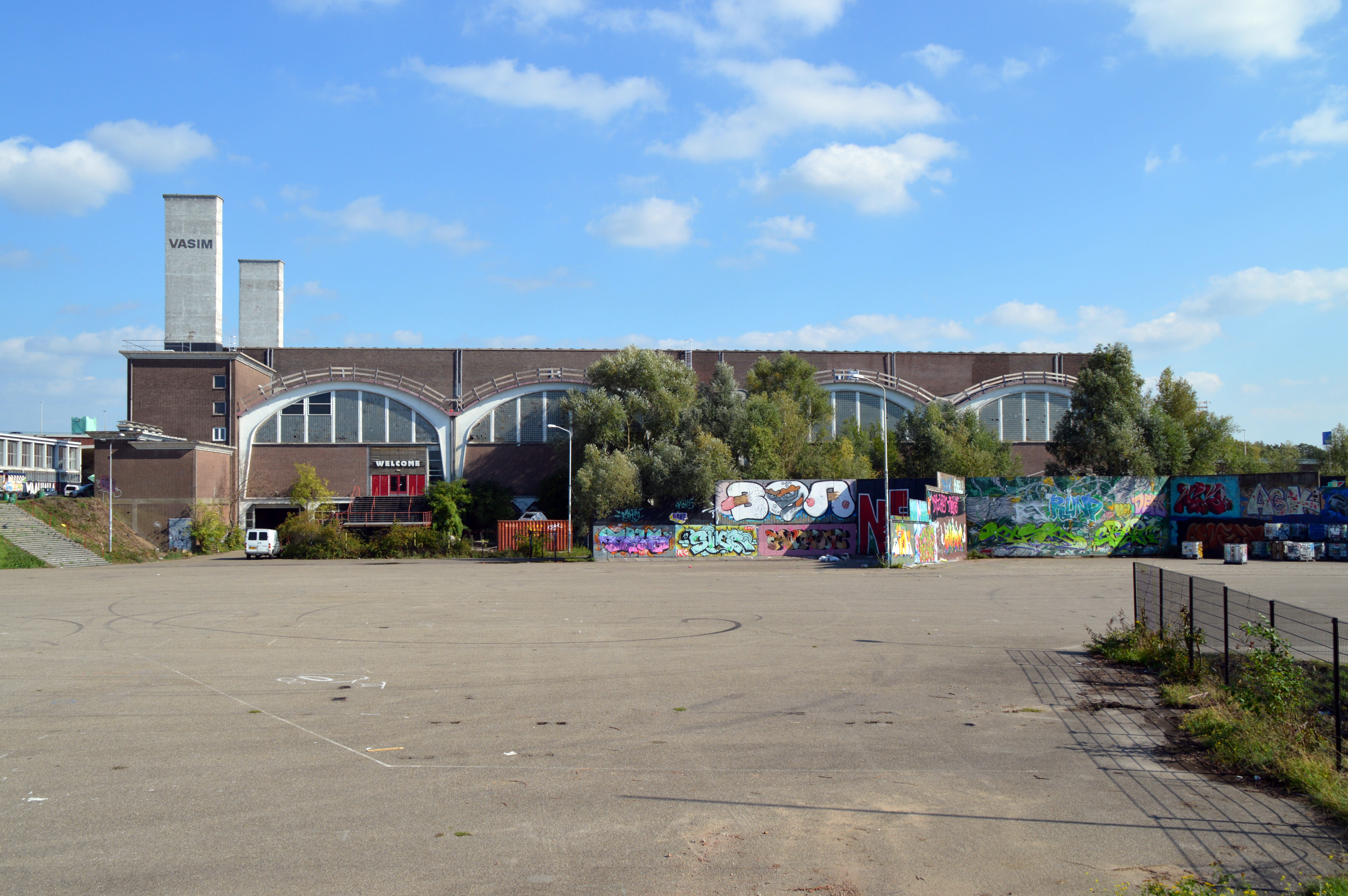
De Vasim
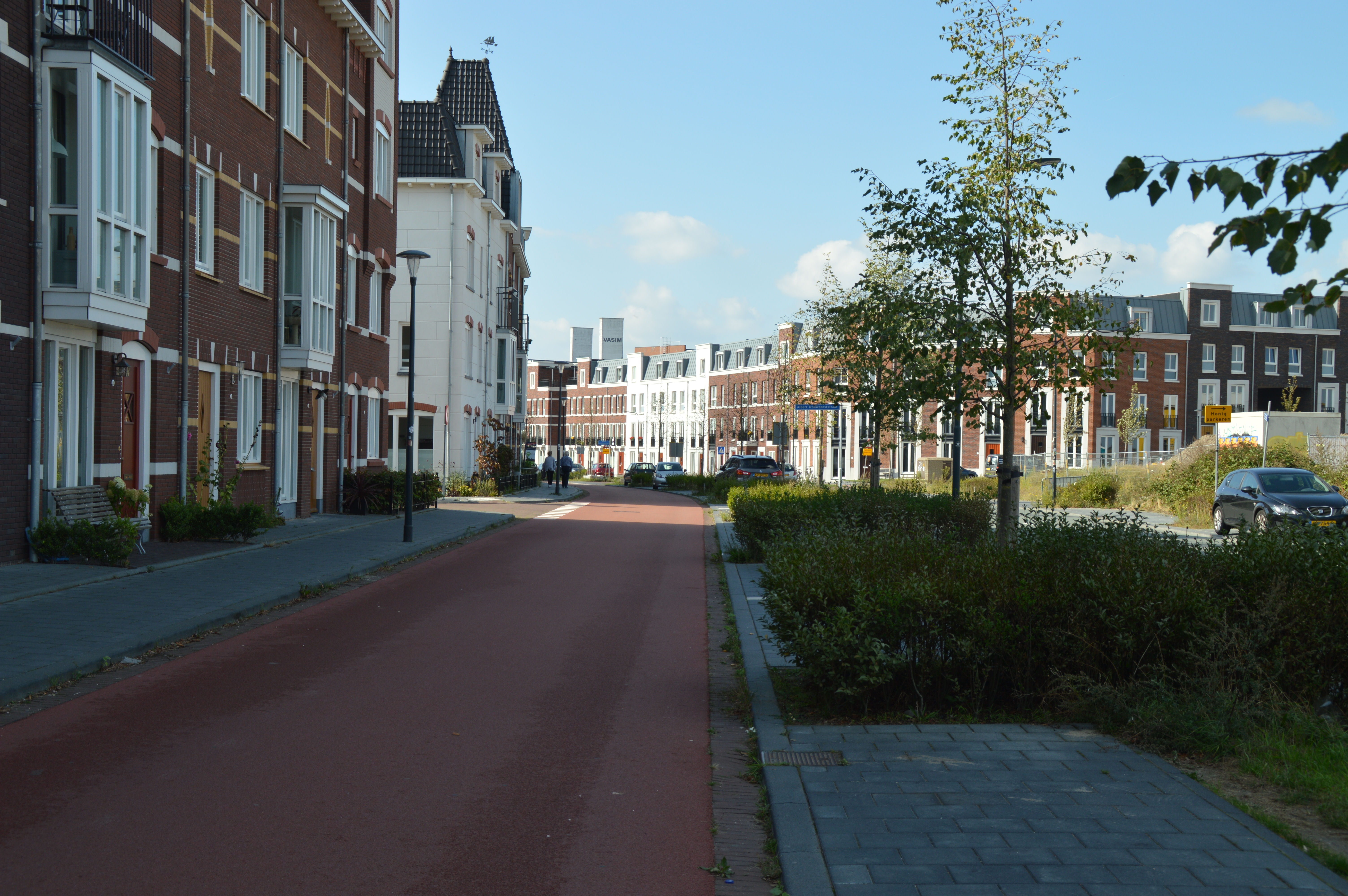
Laan van Oost-Indië in westelijke richting met de Vasim in de verte.
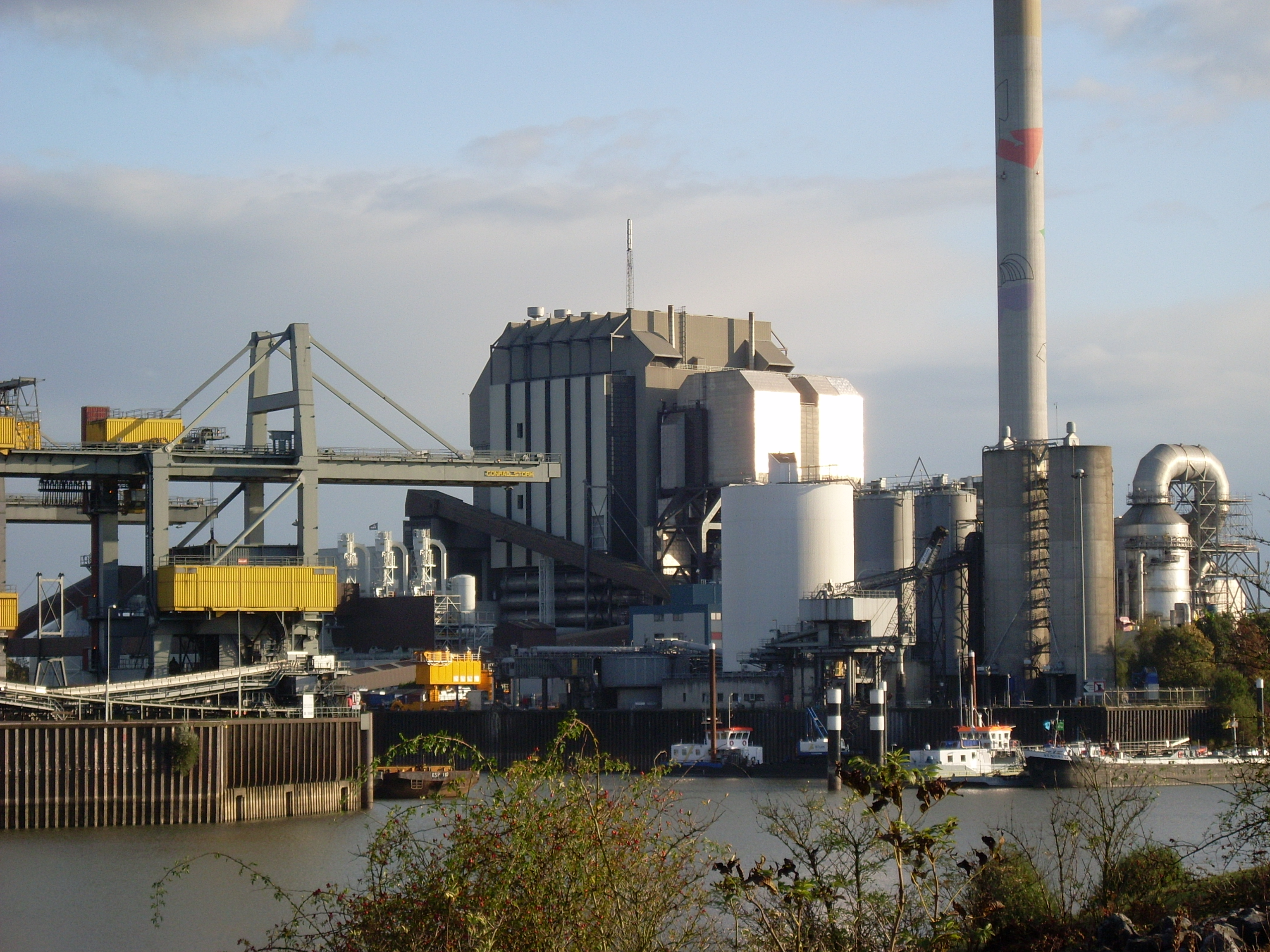
Elektriciteitscentrale Gelderland
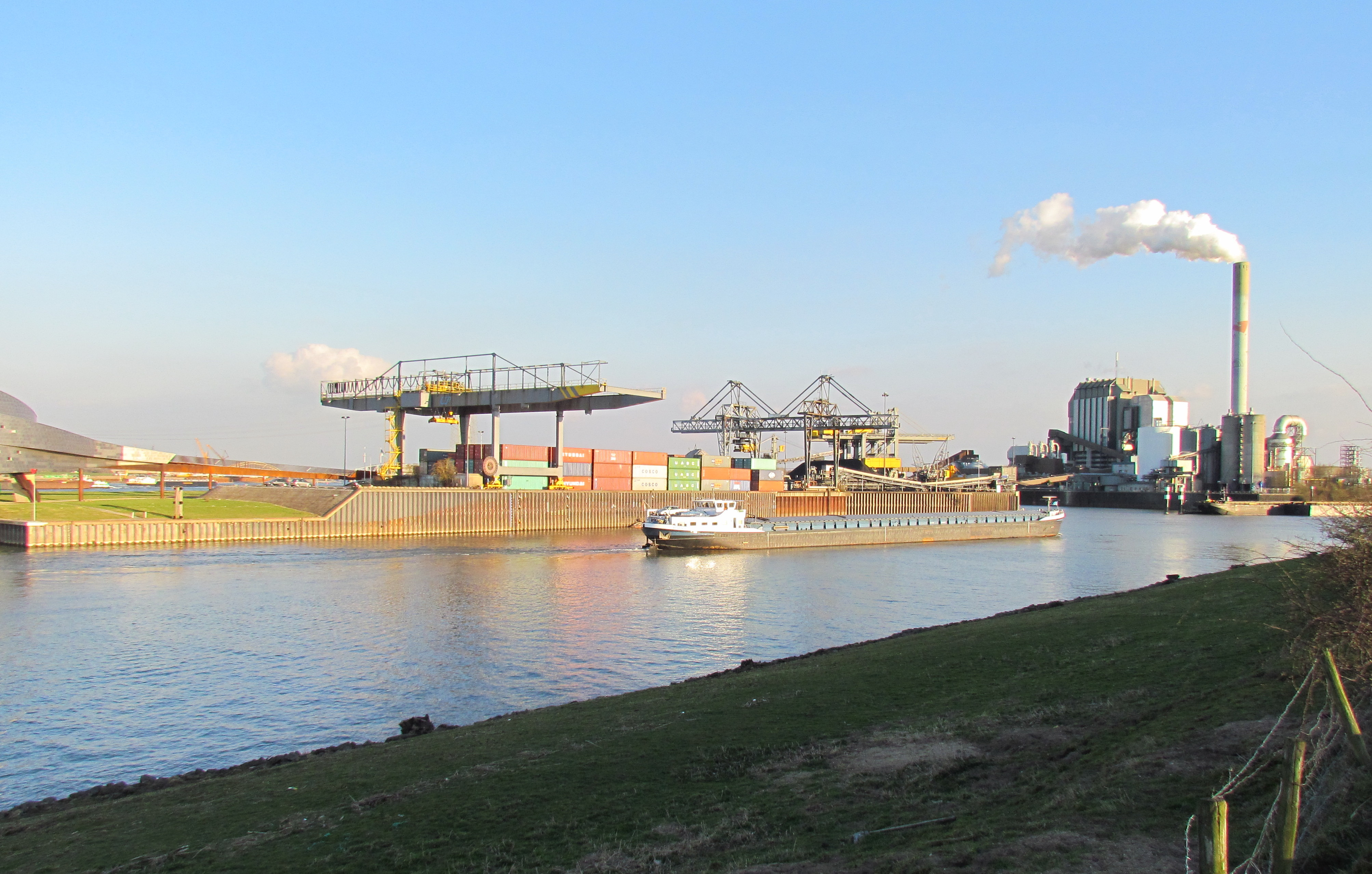
Noordkanaalhaven